# Rebelión de Márquez
La Rebelión de Márquez fue un conflicto armado encabezado por una fracción federalista luego de la caída del Primer Imperio Mexicano y la victoria de la Revolución del Plan de Casa Mata.

## Pronunciamiento
Mientras se llevaba a cabo la Revolución de San Miguel el Grande, a la vez, un coronel llamado Márquez se pronunció en San Luis Potosí en favor de la república federal. En su acta de pronunciamiento proponía que el Poder ejecutivo estuviera formado por el general José Gabriel de Armijo, el general Zenón Fernández y un señor F. Noriega. A todo esto, la rebelión no tuvo grandes alcances y muy poco éxito ya que las fuerzas con que Márquez contaba lo abandonaron ese mismo día luego de ver las fuerzas gubernistas, regresando unas al orden y otras por su parte simplemente se disolvieron. 